# Société belge de l'Azote
De Societé Belge de l'Azote (SBA) was een Belgische firma gelegen in Renory-Ougrée en werd gestart als producent van ammoniak in 1923.

## Geschiedenis
Georges Claude had bewezen in 1917 dat de productie van synthetisch ammoniak rendabeler was bij hoge druk en met gekoelde waterstof. De Société Belge de l'Azote werd opgericht in 1923 om dit procedé toe te passen. Daarnaast kon de firma ook ammoniak maken vanuit calciumcarbide (CaC2) via calciumcyaanamide (CaCN2):
- CaC2 + N2 → CaCN2 + C
- CaCN2 + 3 H2O → CaCO3 + 2 NH3

In 1937 smolt de firma samen met de Société des produits chimiques du Marly te Brussel tot Société Belge de l'Azote et des Produits Chimiques du Marly, met zetel in Luik. Hierdoor werd het de grootste producent van chemische producten in België. De firma produceerde toen onkruidverdelgers, springstoffen, meststoffen, aceton, formol, fenolharsen, ureumharsen, lijmen en vernissen. Tussen 1938 en 1939 deed ze op vraag van het Ministerie van Landsverdediging onderzoek naar synthetische smeerolie en brandstoffen.
In 1936 begonnen ze ook gasmaskers te maken met "Ademhalingsmasker SBA" als eerste model, Dit masker was bedoeld voor de industriële markt. Het "Ademhalingsmasker SBA" werd eerst in grijs rubber gemaakt, maar kort daarna werd overgeschakeld naar bruin rubber en er werd ook een export model gemaakt met een andere filter diameter (40mm DIN in plaats van de Belgische 25,4mm standaard). Later zou dit model worden opgevolgd door de goedkopere L702 waarvan er een groot aantal zijn geproduceerd (4 miljoen). De L702 werd ook geëxporteerd naar Nederland (in 40mm filteraansluiting onder de naam Model 106), Frankrijk (in 42 mm filter diameter, filteraansluiting deels gemaakt in metaal i.p.v geheel uit bakeliet), Zweden en Finland (beiden met 40mm DIN filter diameter onder de naam Typ14).
De farmaceutische dochter Labaz bracht onder meer de benzofuraangeneesmiddelen benzaron (merknaam Fragivix), benziodaron (Amplivix) en benzbromaron (Desuric) op de markt. Benziodaron en benzaron zijn later uit de markt genomen omdat ze hepatotoxisch bleken te zijn, en bij benzbromaron is ook een risico op hepatitis vastgesteld.